# Kiseiju - La zona grigia
Kiseiju - La zona grigia (기생수: 더 그레이?, Gisaengsu: Deo geure-iLR; lett. "Gisaengsu: The Grey") è una serie televisiva sudcoreana del 2024 diretta e co-scritta da Yeon Sang-ho. La serie è uno spin-off live-action della serie manga Kiseiju - L'ospite indesiderato dell'artista giapponese Hitoshi Iwaaki e descrive un confronto con creature parassitarie non identificate che vivono tra gli umani e hanno l'impulso di ucciderli. L'opera è interpretata da Jeon So-nee, Koo Kyo-hwan e Lee Jung-hyun. È stata distribuita in tutto il mondo su Netflix il 5 aprile 2024 e ha ricevuto recensioni generalmente positive.

## Trama
Un gruppo di misteriose creature parassite cade dallo spazio e inizia a infettare gli umani, uccidendoli e trasformandoli completamente in creature uniche che possono trasformare le loro teste in qualsiasi cosa. Viene formato il Grey Team, guidato da Choi Jun-kyung, che salva la società dagli attacchi dei parassiti e la tiene completamente lontana dalle notizie e dai social media. Suo marito è stato uno dei primi parassiti, lo tiene come cane da caccia, prigioniero sotto una maschera a forma di teschio a causa della quale informa la squadra del Grey Team quando c'è un parassita nelle vicinanze poiché i parassiti possono percepire la propria specie quando sono intorno a loro.
Jeong Su-in è una cassiera di un supermercato che viene aggredita da un cliente dopo il lavoro. Si sveglia in ospedale con l'aggressore morto. L'agente di polizia, Kim Chul-min, le dice che il sospetto è stato tagliato a metà. Su-in e Chul-min condividono un legame di anni fa, quando Su-in ha denunciato il padre violento ed è stata salvata da Chul-min. Su-in viene messa alle strette da due parassiti per confermare se è uno di loro. Ne è testimone Seol Kang-woo, che cade in un'imboscata del Parassita di Su-in. Kang-woo, è un piccolo delinquente, che menziona che uno dei parassiti era sua sorella maggiore mentre sua sorella minore era scomparsa. Il parassita di Su-in, di nome Heidi, gli affida il compito di informare Su-in della sua presenza. A quanto pare Heidi non è riuscita a prendere il controllo completo del corpo di Su-in poiché è stata pugnalata dall'uomo, quindi vive nel subconscio di Su-in e si sveglia solo per proteggerla poiché non può lasciare il suo corpo.
Jeong Su-in viene nuovamente inseguita dai parassiti e viene portata in una chiesa isolata dove ci sono molti parassiti e il loro leader, un pastore. Sentono un rumore, a quanto pare, c'è anche Kang-woo che ha trovato il corpo di sua sorella minore. I parassiti lo inseguono mentre fugge con l'aiuto di Su-in. Durante l'ispezione del sito, Chul-min trova il portachiavi che ha dato a Su-in. La incontra per interrogarla al riguardo, ma viene attaccato da Jun-kyung che lo segue. Su-in sviene e il partner di Chul-min, Kang Won-seok, uccide il cane da caccia, come testimonia Kang-woo.
Su-in viene presa prigioniera dal Grey Team nonostante i suoi risultati siano negativi. Chul-min e Kang-woo si alleano per liberarla durante il suo trasferimento. Durante il trasferimento un gruppo di parassiti li attacca e Kang-woo coglie l'occasione e riesce a liberarla. Chul-min viene ucciso dal parassita del Pastore che in seguito prende la sua forma fisica e si unisce a Won-seok per uccidere tutti i Parassiti in un luogo con l'aiuto del Grey Team .
Su-in informa Jun-kyung dei parassiti nella squadra, ma lei inizialmente non le crede, tuttavia dopo alcune indagini inizia a sospettare che ci siano talpe nella sua squadra. Un parassita che usa il corpo della sorella maggiore di Kang-woo vuole collaborare con Su-in per uccidere il parassita del Pastore e i due accettano di tendere un'imboscata al piano del Pastore di impossessarsi del corpo del Sindaco durante la celebrazione del festival.
Al festival, il parassita del Pastore lascia il corpo di Chul-min e si impossessa di Won-seok. Più tardi lascia la sua testa per entrare in Jun-kyung poiché il sindaco è fuggito con l'aiuto di Kang-woo. Ma Su-in la salva, mentre Jun-kyung uccide Won-seok.

## Episodi
| Stagione       | Episodi | Prima TV | Prima TV Italia |
| -------------- | ------- | -------- | --------------- |
| Prima stagione | 6       | 2024     | 2024            |

## Personaggi

### Principali
- Jeong Su-in / Heidi, interpretata da Jeon So-nee, doppiata da Emanuela Ionica.
Una giovane donna con un passato traumatico che diventa vittima di un parassita; quando non riesce a prendere totalmente il controllo del suo cervello a causa delle sue ferite da coltellate, inizia un'insolita e fastidiosa convivenza con esso, obbligata da tale condizione.[3]
- Seol Kang-woo, interpretato da Koo Kyo-hwan, doppiato da Alessio Puccio.
Un giovane gangster, abile nel combattimento, inizialmente rintraccia i parassiti per trovare sua sorella minore, successivamente si allea con Su-in dopo aver appreso della sua condizione.
- Choi Jun-kyung, interpretata da Lee Jung-hyun, doppiata da Valentina Favazza.
La capo squadra del "Grey Team", abile e tenace, una task force che vuole sradicare i parassiti.

### Secondari
- Kim Chul-min, interpretato da Kwon Hae-hyo, doppiato da Alessio Cigliano.
Un detective senior della stazione di polizia di Namil, che alla fine viene infettato da un parassita.[4]
- Kang Won-seok, interpretato da Kim In-kwon, doppiato da Edoardo Stoppacciaro.
Giovane detective che collabora segretamente con i parassiti.
- Seol Kyung-hee, interpretata da Yoon Hyun-gil, doppiata da Gemma Donati.
La sorella maggiore di Kang-woo, viene infettata da un parassita.
- Kwon Hyuk-joo, interpretato da Lee Hyun-kyun
Un pastore e il leader dei parassiti.[5]
- Seol Jin-hee, interpretata da Moon Ju-yeon.
La sorella minore di Kang-woo, scomparsa.

### Apparizioni speciali
- Shinichi Izumi, interpretato da Masaki Suda.
Il protagonista della serie manga e anime originale Kiseiju - L'ospite indesiderato.[6]

## Produzione

### Sviluppo
Sviluppato con il titolo provvisorio The Grey (더 그레이?, Deo geure-iLR), Kiseiju - La zona grigia è una collaborazione tra Netflix e il regista Yeon Sang-ho. Yeon e Ryu Yong-jae collaborano per dirigere e scrivere la serie. Climax Studio e Wow Point hanno gestito la produzione.

### Casting
Koo Kyo-hwan e Jeon So-nee sono stati scelti per interpretare i ruoli principali della serie a luglio 2022. Sono stati ufficialmente confermati come personaggi principali della serie insieme a Lee Jung-hyun il 24 agosto 2022.

## Distribuzione
Kiseiju - La zona grigia è stato distribuito internazionalmente su Netflix nel 2024.

## Accoglienza

### Critica
Sul sito aggregatore di recensioni Rotten Tomatoes ha un gradimento del 100% in base alle recensioni positive di 8 critici. Craig Mathieson di The Age ha scritto che "funziona meglio come racconto dell'orrore, con gli umani posseduti che si trasformano in forma mostruosa e viceversa mentre le autorità cercano di sradicare l'infiltrazione". Su Ready Steady Cut, Jonathan Wilson ha dato 3 stelle su 5 e ha dichiarato che "in un clima mediatico saturo di zombie e mostri di tutti i tipi, e con parassiti sia letterali che di altro tipo, c'era una storia migliore da raccontare e uno show migliore da realizzare con queste stesse ossa" e che "l'azione e le immagini fanno un sacco di lavoro pesante per Kiseiju - La zona grigia, ma la premessa e i temi sono poco esplorati". Kate Sánchez lo ha valutato 9,5 su 10 e ha scritto su But Why Tho?, "come serie horror, Kiseiju - La zona grigia è superbo" e "come fantascienza, è eccitante", ma "cosa più importante, come adattamento, è uno spettacolo". Joel Keller ha scritto su Decider: "Kiseiju - La zona grigia ha abbastanza azione per mantenere alto l'interesse degli spettatori, ma anche la storia dell'esistenza mutante di Su-in ci farà continuare a guardarlo".
Su Digital Mafia Talkies, Pramit Chatterjee ha dato 5 stelle su 5 e ha proclamato che "Kiseiju - La zona grigia è una grande estensione del manga di Hitoshi Iwaaki, oltre ad essere un'opera d'arte rilevante che commenta i tempi in cui viviamo". Dustin Rowles di Pajiba lo ha descritto come "una gloriosa fuga dalla realtà, in stile B-movie" e "il regista Yeon Sang-ho (famoso per Train to Busan) offre sei episodi di creature cruente e scene di combattimento che ti faranno sussultare e applaudire allo stesso tempo". Steven Nguyen Scaife di IGN ha detto che "offre un'azione pesante e alcune partenze intelligenti per completare una temibile rappresentazione live-action dei suoi famosi mostri, ma la caratterizzazione non raggiunge mai le stesse vette dell'originale".
Il quotidiano nazionale di Singapore, The Straits Times, ha assegnato alla serie tre stelle su cinque. Pur trovando le scene degli ospiti parassiti che cambiano testa "esilaranti e sdolcinate", la scrittrice dell'articolo Joanne Soh ha elogiato Jeon per la sua recitazione e ha definito il suo personaggio Su-in una "protagonista avvincente" per la sua rappresentazione coerente del tragico passato del personaggio e della volontà di sopravvivere, così come il passaggio tra Su-in e la sua compagna simbiotica Heidi. Soh ha anche elogiato la chimica tra Jeon e Koo, che erano entrambi "dinamici come la coppia di eroi riluttanti", e Koo stesso è stato anche efficace nel fungere da ponte tra Su-in e Heidi. Anche l'uso dell'horror da parte del regista è stato elogiato.

### Spettatori
Kiseiju - La zona grigia ha raggiunto la vetta della categoria Global Top 10 TV (non in inglese) di Netflix tre giorni dopo la sua uscita ed è stato ben accolto in 68 paesi dall'1 al 7 aprile, con 31,5 milioni di ore di visione da parte di 6,3 milioni di spettatori nella prima settimana. La seconda settimana, la serie ha mantenuto il suo primo posto e gli spettatori sono aumentati a 49 milioni di ore di visione da parte di 9,8 milioni di spettatori. Si è anche classificato tra i primi 10 in 84 paesi e al primo posto in 34 paesi.